# Смирнов, Сергей Иванович (историк)
Серге́й Ива́нович Смирно́в (8 [20] сентября 1870, Большая Брембола, Владимирская губерния — 4 [17] июля 1916, Москва, Российская империя) — российский историк церкви. Доктор церковной истории (1914), ординарный профессор Московской духовной академии (1914).

## Биография
Происходил из потомственных почётных граждан. Родился 8 (20) сентября 1870 года в селе Большая Брембола Переславского уезда Владимирской губернии в семье сельского священника. Брат М. И. Смирнова — основателя Переславского музея, краеведа В. И. Смирнова и племянник (сын сестры) епископа Митрофана (Загорского).
Учился в Переславском духовном училище (у протоиерея А. И. Свирелина), в Вифанской духовной семинарии (вып. 1891) и в Московской духовной академии (вып. 1895) — у Е. Е. Голубинского. Был оставлен при академии профессорским стипендиатом и в 1896 году, с выходом своего наставника на пенсию, был зачислен в штат кафедры истории Русской церкви; после прочтения двух пробных лекций был утверждён исполняющим должность доцента по кафедре истории русской церкви.
С июня 1901 года был преподавателем латинского языка в Вологодской духовной семинарии.
Магистр богословия за диссертацию «Духовный отец древней восточной церкви (История духовничества на Востоке). Ч. 1 (Период Вселенских соборов)» (Сергиев Посад, 1906). После защиты диссертации был утверждён в должности доцента Московской духовной академии. С января 1907 года был избран экстраординарным профессором. Также, с сентября 1906 года по март 1907 года временно преподавал в академии французский язык.
Одновременно, с марта 1907 года до конца жизни С. И. Смирнов был приват-доцентом Московского университета по кафедре истории церкви. В 1912 году читал историю на Высших женских курсах Полторацкой.
Доктор церковной истории с 1914 года — степень была присуждена за книги «Древнерусский духовник» (М., 1913); «Материалы для истории покаянной дисциплины» (М., 1912).
Ординарный профессор Московской духовной академии с 1914 года; член Правления академии с 1916 года.
В июне 1916 года по болезни вышел в отставку и умер 4 (17) июля 1916 года.
Являлся членом Владимирской учёной архивной комиссии (с 1900), действительным членом Московского общества истории и древностей российских (с 1912), действительным членом Московского общества истории литературы.

## Некоторые публикации
- Значение Печерского монастыря в начальной истории русской церкви и общества. — Сергиев Посад, 1896.
- Преподобный Сергий Радонежский и Троицкая лавра его времени. — Москва, 1898.
- Древнерусский духовник. — Сергиев Посад, 1899. →
- Водокрещи (материалы для истории крещенских обрядов в древней Руси) // «Богословский Вестник», 1900, январь.
- Праздник Пасхи в древней Руси // «Церковные Ведомости», 1900, № 15 — 16.
- Александр Васильевич Горский. — Сергиев Посад, 1901.
- Как говели в древней Руси? — СПб., 1901.
- Как служили миру подвижники древней Руси? — Сергиев Посад, 1903.
- Милосердый подвижник — Даниил Переяславский (По поводу 400-летия его монастыря) // Богословский Вестник, 1908 г., т. 2 Июль-Август. С. 569—576.
- Житие Преподобнаго Даниила, Переяславского чудотворца. Повесть об обретении мощей и Чудеса его. К 400-летию Троицкого Данилова монастыря в Переяславле-Залесском (15 июля 1908 г.). — Москва, 1908.

### Статьи, исследования и издания, речи и доклады
- К семейному положению русской крестьянки. Русская Жизнь 1892 г., № 198.
- Значение Печерского монастыря в начальной истории русской церкви и общества. Богословский Вестник 1896 г., том IV, октябрь, 1—23.
  - То же. Отдельный оттиск. (Пробная лекция по кафедре Истории русской церкви, читанная в Московской Духовной Академии 19 апреля 1896 года.) Сергиев Посад, 1896. Стр. 23.
- Отчёт о занятиях в течение 1895—1896 учебного года в качестве профессорского стипендиата по кафедре Истории русской церкви. Журналы Совета Московской Духовной Академии за 1896 год. Сергиев Посад, 1897, стр. 367—380. Отзыв об Отчёте Профессора В. О. Ключевского. Там же, стр. 380.
- Древнерусский духовник. (Очерк.) Богословский Вестник 1898 г., том I, февраль, 163—194; том IV, октябрь, 18—47; ноябрь, 117—148; Приложения к статье «Древнерусский духовник». Там же, том IV, октябрь, 1—21, с особой пагинацией.
  - То же. Отдельный оттиск. Сергиев Посад, 1899. Стр. 115. Рецензии: П. П. Богословский Библиографический Листок. Приложение к Руководству для сельских пастырей 1899 г. выпуск 6—7, 107—108; Щ. Исторический Вестник 1899 г., том LXXVII, № 9, 1007—1008 («Труд, представляющий полный свод данных по вопросу о духовниках, будет надёжным пособием при специальных изысканиях»).
- Преподобный Сергий Радонежский и Троицкая Лавра его времени. (К 5 июля.) Публичная лекция, читанная 21 ноября 1897 года в Московской Духовной Академии для членов Рогожского отделения первого Московского Общества Трезвости в приезд их на богомолье в Троицкую Лавру. Душеполезное Чтение 1898 г., часть II, № 7, 438—452.
  - То же. Отдельный оттиск. Москва, 1898. Стр. 15.
- Водокрещи. (Материалы для истории крещенских обрядов в древней Руси.) Богословский Вестник 1900 г., том I, январь, 1—17.
  - То же. Отдельный оттиск. Сергиев Посад, 1900. Стр. 17.
- Праздник Пасхи в древней Руси. Церковные Ведомости. Прибавления. 1900 г., № 15—16, 618—624. Подписано буквой: С.
- Памяти Протоиерея Александра Васильевича Горского († 11-го октября 1875 года). С портретом. Церковные Ведомости. Прибавления. 1900 г., № 42, 1698—1705. Подписано буквой: С.
- Александр Васильевич Горский. (Биографический очерк.) Речь, произнесённая на торжественном собрании в память А. В. Горского в Московской Духовной Академии 22 октября 1900 года. Богословский Вестник 1900 г., том III, ноябрь, 381—441.
  - То же. В книге: Протоиерей Александр Васильевич Горский в воспоминаниях о нём Московской Духовной Академии в двадцать пятую годовщину со дня его смерти. 11 и 22 октября 1900 года. (С приложением некоторых неизданных бумаг из Архива А. В. Горского.) Свято-Троицкая Сергиева Лавра, 1900. Стр. 15—75.
  - То же. Отдельный оттиск. Свято-Троицкая Сергиева Лавра, 1901. Стр. 63. С портретом. Рецензия: П. П. Богословский Библиографический Листок. Приложение к Руководству для сельских пастырей. 1901 г., выпуск 2—3, 52—53; К. X. (Харлампович): Литературный Вестник 1901 г., том I, книга IV, 464—465.
- Праздник Крещения Господня в древней Руси. Церковные Ведомости. Прибавления. 1901 г., № 1, 12—21. Подписано буквой: С.
- Как говели в древней Руси? Церковные Ведомости. Прибавления. 1901 г., № 8, 266—279; 9, 305—311; 10, 343—351.
  - То же. Отдельный оттиск. СПб., 1901. Стр. 95.
- Как служили миру подвижники древней Руси? (Историческая справка к полемике о монашестве.) Богословский Вестник 1903 г., том I, март, 516—580; апрель, 716—788.
  - То же. Отдельный оттиск. Свято-Троицкая Сергиева Лавра, 1903. Стр. 141+II.
Эта справка написана по поводу вызванной статьёй А. В. Круглова полемики о монашестве между Архимандритом Никоном (Рождественским, ныне архиепископ), Архимандритом Евдокимом (Мещерским, ныне архиепископ), Профессором Н. Ф. Каптеревым, Профессором А. И. Введенским, Профессором А. А. Спасским и другими. Архимандрит Никон написал по её поводу статью: За кого говорит история? (К вопросу о монашестве.) Душеполезное Чтение 1903 г., часть III, № 12, 688—713, и отдельный оттиск. Москва, 1903. Стр. 28. (Сравни рецензии статьи Архимандрита Никона — а) Профессора Священника Ф. И. Титова в Богословском Библиографическом Листке. Приложение к Руководству для сельских пастырей. 1904 г., выпуск 2—3, 85—88 и б) Обзор журналов — Странник 1914 г., том I, часть I, 158—163.) О статье С. И. Смирнова Профессор В. О. Ключевский, при представлении её на Макариевскую премию в Академии, писал: «Этот труд имеет общий научный интерес, представляет довольно полный обзор истории древнерусского монашества с той стороны, которую автор называет „служением миру“ и которая редко рассматривалась так полно и внимательно в нашей церковно-исторической литературе». (Журналы собраний Совета Московской Духовной Академии за 1904 год. Свято-Троицкая Сергиева Лавра, 1905, стр. 15—16.) Смотри в Историческом Вестнике 1903 г., том XCIII, № 7, 305—308, писал: «Прекрасная брошюра, где автор вполне правильно и основательно знакомит читателя с вопросом о служении миру подвижников древней Руси». Смотри ещё отзывы: Профессор Священник Ф. И. Титов — Богословский Библиографический Листок. Приложение к Руководству для сельских пастырей. 1903 г., выпуск 10—11, 235—237; Б. Странник 1903 г., том II, часть I, № 7, 136—137; Киевские Епархиальные Ведомости 1904 г., часть неофициальная, № 8, 188—190; Самарские Епархиальные Ведомости 1904 г., часть неофициальная, № 8, 478—480.
- Голубинский Евгений Евсигнеевич. Православная Богословская Энциклопедия. Издание под редакцией Профессора А. П. Лопухина. Том IV. Петроград, 1903. Колонки 502—508.
- Горский Александр Васильевич. Там же. Колонки 541—550.1
- «Духовный отец» или старец в древних восточных монастырях. Богословский Вестник 1904 г., том III, ноябрь, 473—508; декабрь, 682—716. Рецензии: С. П. Крестов (Христианское Чтение 1905 г., том ССХІХ, часть 1-я, № 1, 130—134): «Глубокий интерес имеет статья, хорошо обоснованная на исторических данных в рассматривающая свой предмет с большою детальностию». В. Н. Бенешевич — Византийский Временник 1905 г., том XII, выпуск 1—4, 355—356. СПб., 1906.
- Исповедь и покаяние в древних монастырях Востока. Богословский Вестник 1905 г. а) Сакраментальная исповедь. Том I, февраль, 371—400. б) Старческая исповедь. Март, 453—480. в) Орган тайной монашеской исповеди — старец. Апрель, 733—774. Рецензия: В. Н. Бенешевич — Византийский Временник 1905 г., том XII, выпуски 1—4, 356—357. СПб., 1906
- Исповедь мирян пред старцами. (Служение миру древнего монашества.) Богословский Вестник 1905 г., том III, сентябрь, 1—38.
- Кто совершал таинство покаяния в древней церкви? Богословский Вестник 1906 г., том I, март, 469—502; апрель, 607—638; том II, май, 1—33.
- Духовный отец в древней восточной церкви. (История духовничества на Востоке.) Исследование в двух частях. Часть I (Период вселенских соборов). Сергиев Посад, 1906. Стр. XXII+341+II.
В состав этого труда вошли статьи, помеченные под номерами 15—18 и 20 этого списка. Сочинение на степень магистра богословия. Официальные отзывы — Извлечение из Журналов собраний Совета Московской Духовной Академии за 1906 год. Сергиев Посад, 1907. — Профессора Н. А. Заозерского (стр. 89—92): «всюду в своей книге автор выступает исследователем обстоятельным, строго критическим и чуждым увлечения и поспешности… По учёной основательности и важности предмета исследования признаю книгу вполне заслуживающею искомой учёной степени», — и Профессора И. Д. Андреева (стр. 92—99): «Исследование — совершенно зрелая и талантливая работа во всех отношениях. Я уверен, что она найдёт хороший приём и за границей. Европейские византологи, без сомнения, прочтут новую книгу о монашестве с большим интересом». Защита сочинения состоялась 8 июня 1906 года. Смотри Извлечение из Журналов собраний Совета Московской Духовной Академии за 1906 год. Сергиев Посад, 1907, стр. 192—193 (официальными оппонентами были Ректор Академии Епископ Евдоким, за болезнью Профессора Н. А. Заозерского, и Профессор И. Д. Андреев) и Церковный Вестник 1906 г., № 24, 801. В 1907 году труд С. И. Смирнова удостоен премии Митрополита Московского Макария при Академии, как «лучшее магистерское сочинение воспитанника Академии». Смотри Извлечение из Журналов собраний Совета Московской Духовной Академии за 1907 год. Сергиев Посад, 1908, стр. 25, 27 и 64. Смотри ещё отзывы о труде С. И—ча: Павел Верховский — Исторический Вестник 1906 г., том CVI, № 10, 301—303; М. Г. — Богословский Библиографический Листок. Приложение к Руководству для сельских пастырей. 1906 г., выпуск 12, 449—453; Профессор П. Гидулянов. Вопрос о тайной исповеди и духовниках восточной церкви в новейшей русской литературе. Византийский Временник за 1907 год, том XIV, выпуск 2—3, 399—442, и отдельно. СПб., 1908. Стр. 44; Профессор Н. Н. Глубоковский, По вопросам духовной школы. СПб., 1907, стр. 68, примечание 5; Сергей Зарин — Церковный Вестник 1907 г., № 37, 1196—1198; Профессор Н. С. Суворов — Журнал Министерства Народного Просвещения 1907 г., новая серия, часть VII, № 1, отдел 2-й, стр. 170—180; С. Троицкий — Церковные Ведомости. Прибавления. 1907 г., № 22, 905—907.
- Древнее духовничество и его происхождение. Речь, произнесённая на диспуте 8 июня 1906 года пред защитой диссертации «Духовный отец в древней восточной церкви. Часть I. Сергиев Посад, 1906». Богословский Вестник 1906 г., том II, июль—август, 369—382, и в книге «Духовный отец в древней восточной церкви. Часть I. Сергиев Посад, 1906», стр. IX—XXII (Вместо введения).
  - То же. Вырезка из книги: «Духовный отец в древней восточной церкви. Часть I. Сергиев Посад, 1906». Sine titulo. Стр. IX—XXII.
- Доклад в Совет Московской Духовной Академии, составленный в комиссии с профессором Н. Ф. Каптеревым, исправляющим должность доцента И. М. Громогласовым и исправляющим должность доцента Д. Г. Коноваловым, «по вопросу об учреждении при Академии на средства Московской епархии штатной кафедры русского сектантства». Журналы собраний Совета Московской Духовной Академии за 1904 год. Свято-Троицкая Сергиева Лавра, 1905, 359—368.
- Иона Маленький. Православная Богословская Энциклопедия. Издание преемников † профессора А. П. Лопухина. Под редакциею профессора Н. Н. Глубоковского. Том VII. СПб., 1906, колонки 286—287.
- Казанский Пётр Симонович. Там же, колонки 678—683.
- Милосердый подвижник — Даниил Переяславский. (По поводу 400-летия его монастыря.) Богословский Вестник 1908 г., том II, июль—август, 569—576.
- Житие Преподобного Даниила, Переяславского чудотворца, Повесть о обретении мощей и Чудеса его. К 400-летию Троицкого Данилова монастыря в Переяславле-Залесском (15 июля 1508 г. — 15 июля 1908 г.) Издание профессора С. И. Смирнова. Москва, 1908. Стр. XXXVIII+133. Рецензии и отзывы: Профессор А. А. Бронзов — Церковные Ведомости. Прибавления. 1909 г., № 8, 401—402; Ар. Л—в — Церковный Вестник 1908 г., № 43, 1344; П. Петрушевский — Богословский Библиографический Листок. Приложение к Руководству для сельских пастырей. 1908 г., выпуск 8—9, 282—286.
- Жития святых, на русском языке изложенные по руководству Четьих-Миней Святого Димитрия Ростовского, с объяснительными примечаниями и изображениями святых (Минеи Четьи на русском языке). Книга дополнительная первая. (Жития русских святых. Месяцы сентябрь—декабрь.) Издание Московской Синодальной Типографии. Москва, 1908. Стр. III+592+1 н. Это издание редактировано С. И—чем, и им написаны помещённые в нём Житие преподобного Диодора Юрьегорского, Сказания о преподобном Варлааме Керетском и о князе Андрее Смоленском, Переяславском чудотворце.
- «Бабы богомерзкие». Сборник статей, посвящённых Василию Осиповичу Ключевскому его учениками, друзьями и почитателями ко дню тридцатилетия его профессорской деятельности в Московском Университете. (5 декабря 1879 — 5 декабря 1909 года.) Москва, 1909, стр. 217—243.
  - То же. Вырезка. Sine titulo. Стр. 217—243.
- Кирик и Кирика Вопрошание. Богословская Энциклопедия. Том X. Составлен под редакцией Профессора Н. Н. Глубоковского. Издание преемников † профессора А. П. Лопухина. СПб., 1909. Колонки 204—212.
- Речь при погребении профессора В. О. Ключевского. Некролог В. О. Ключевского — Богословский Вестник 1911 г., том II, май, 19—20. (В приложении), и в брошюре: В. О. Ключевский. † 12 мая 1911 г. Сергиев Посад, 1911, стр. 15—16.
- Речь при погребении профессора А. П. Голубцова. Некролог А. П. Голубцова — Богословский Вестник, 1911 г., том II, июль—август, 37—38. (В приложении), и в брошюре: Александр Петрович Голубцов, Профессор Московской Духовной Академии († 4 июля 1911 года). С портретом покойного. Сергиев Посад, 1911, стр. 37—38.
- Е. Е. Голубинский. (Некролог.) Русские Ведомости 1912 год. № 9 (12 января).
- Е. Е. Голубинский. (Некролог.) Журнал Министерства Народного Просвещения. 1912 год. Новая серия. Часть XXXIX, май, отдел 4-й, стр. 19—43.
  - То же. Вырезка. Sine titulo. Стр. 19—43.
- Значение слова «плоть» (σαρρ) в вероучительной системе Святого Апостола Павла. Богословский Вестник 1912 г., том II, июнь, 307—352. Подписано буквой: С.
  - То же. Вырезка. Sine titulo. Стр. 307—352.
- Исповедь земле. Речь, произнесённая с сокращениями на акте Московской Духовной Академии 1 октября 1912 г. (Древнерусское двоеверие и исповедь земле. — I. Исповедь без духовника, пред святынями. — II. Культ земли. — III. Земля и совесть человека. — IV. Исповедь земле теперь.) Богословский Вестник 1912 г., том III, ноябрь, 501—537.
  - То же. Годичный акт в Московской Духовной Академии 1-го октября 1912 г. Сергиев Посад, 1912. Стр. 3—39.
  - То же. Отдельный оттиск. Сергиев Посад, 1912. Стр. 39. Эта статья вошла также в состав книги: Древнерусский духовник. Москва, 1913. См. № 37. Рецензия: Е. Елеонская. Живая Старина 1913 г., выпуск I—II, стр. 214—215.
- Материалы для истории древнерусской покаянной дисциплины. (Тексты и заметки.) Чтения в Императорском Обществе Истории и Древностей Российских при Московском Университете. 1912 год. Книга 3-я (242-я), (отделение) II: Материалы историко-литературные. Стр. 1 н.+1—464+464*+465—568.
  - То же. Отдельный оттиск. Издание Императорского Общества Истории и Древностей Российских при Московском Университете. Москва, 1912. Стр. 1 н.+1—464+464*+465—568. Отзыв Профессора И. В. Попова, при представлении на Макарьевскую премию в Академии, в «Журналах собраний Совета Императорской Московской Духовной Академии за 1913 год». Сергиев Посад, 1914, 24—26.
- Русские духовники и раскол старообрядства. Богословский Вестник 1913 г., том III, ноябрь, 506—532; 12, 701—724. Статья вошла в состав книги: Древнерусский духовник. Москва, 1913. См. № 37.
- Древнерусский духовник. Исследование по истории церковного быта. Чтения в Императорском Обществе Истории и Древностей Российских при Московском Университете. 1914 год. Книга 2-я (249-я). Москва, 1913. Стр. VIII+290.
  - То же. Отдельный оттиск. Издание Императорского Общества Истории и Древностей Российских при Московском Университете. Москва, 1913. Стр. VIII+290. Отзыв Профессора А. П. Орлова, при представлении на Макарьевскую премию в Академии, в «Журналах собраний Совета Императорской Московской Духовной Академии за 1914 год». Сергиев Посад, 1916, 25—26. Отзывы были ещё: Рязанские Епархиальные Ведомости 1915 г., отдел неофициальный, № 3, 124—125; Церковные Ведомости, Прибавления, 1915 г., № 17, 579—581.
  - То же. Исследование с приложением: Материалы для истории древнерусской покаянной дисциплины. Москва, 1914. Стр. VIII+290+1 н.+1—464+464*+465—568+1—2 н. Сброшюровано вместе с изданием, значащимся под № 35-м.
Эта работа была диссертацией на степень доктора церковной истории. Официальные отзывы Профессора М. М. Богословского (Журналы собраний Совета Императорской Московской Духовной Академии за 1914 год. Сергиев Посад, 1916, 609—619 («Внимательный и тонкий анализ текстов, научное беспристрастие, уменье равномерно отметить положительные и отрицательные стороны изучаемого явления, осторожность в выводах, изящная простота языка и яркость образов, возвышающаяся до художественности — таковы ценные качества работы С. И. Смирнова. Они дают нам право считать его работу образцом исторического исследования. Сочинение вполне заслуживает степени доктора церковной истории») — и Профессора А. И. Алмазова (619—677) («Труд почтенный, долженствующий быть отмеченными в русской церковно-исторической науке»). — 25 сентября 1915 года за эту работу от Императорской Академии Наук присуждена большая Уваровская награда в 1 500 рублей, по отзыву Профессора Н. К. Никольского (отзыв пока не напечатан); в 1916 году работа удостоена премии Митрополита Московского Макария при Святейшем Синоде в 500 рублей.
- Из воспоминаний Е. Е. Голубинского. Детство. Сообщил профессор С. Смирнов. — Евгений Евсигнеевич перед смертью. (Записано профессором С. И. Смирновым) — в книге: У Троицы в Академии. 1814—1914 гг. Юбилейный сборник исторических материалов. Издание бывших воспитанников Московской Духовной Академии. Москва, 1914, стр. 708—720 и 720—721.
- Александр Васильевич Горский. В книге: Памяти почивших наставников. Издание Императорской Московской Духовной Академии ко дню её столетнего юбилея (1814—1 октября—1914). Сергиев Посад, 1914. Стр. 58—94, с портретом.
- Евгений Евсигнеевич Голубинский. Там же. Стр. 287—310, с портретом.

### Отзывы о книгах и обзоры журналов
- «Беседы по русской истории». Книга для чтения в школе и дома. Издание Училищного Совета при Святейшем Синоде. СПб., 1895. Богословский Вестник 1896 г., том I, январь, 163—169.
- О сочинениях Николая Саввича Тихонравова. (Заметка.) Богословский Вестник 1898 г., том III, сентябрь, 356—371.
- Новые издания материалов по Истории Русской Церкви. — Богословский Вестник, 1899 г., том I, январь, 134—154:
  - 1) Летопись по Лаврентьевскому списку. Издание 3-е Археографической Комиссии. СПб., 1897;
  - 2) Великие Минеи Четии, собранные Всероссийским митрополитом Макарием. Ноябрь, дни 1—12. Издание Археографической Комиссии. СПб., 1897;
  - 3) Житие святого Стефана, епископа Пермского, написанное Епифанием Премудрым. Издание Археографической Комиссии. СПб., 1897;
  - 4) Хождение священно-инока Варсонофия ко святому граду Иерусалиму в 1456 и 1461—62 годах. Православный Палестинский Сборник. Выпуск 45. Москва, 1896;
  - 5) Хождение архимандрит Агрефенья обители Пресвятыя Богородица. Православный Палестинский Сборник. Выпуск 48. СПб., 1896;
  - 6) Беседы преподобных Сергия и Германа, Валаамских чудотворцев. Апокрифический памятник XVI века. Текст его с введением В. Г. Дружинина и М. А. Дьяконова. Летопись занятий Археографической Комиссии. Выпуск X. СПб., 1895;
  - 7) Н. Никольский, Материалы для истории древней русской духовной письменности. Известия Отделения русского языка и словесности Императорской Академии Наук. 1897 г. Том II, книга 1-я;
  - 8) Житие преподобного Паисия Галичского по списку первой половины XVIII века. Православный Собеседник, 1898 г., июль—август;
  - 9) Памятники древне-русской церковно-учительной литературы. Издание журнала «Странник» под редакцией профессора А. И. Пономарёва. Выпуски I—III. СПб., 1894—1897.
- Материалы и исследования по истории русской церкви. — Богословский Вестник, 1899 г., том III, сентябрь, 163—188:
  - 1) Summa Rerum Romaeorossicarum. Απαντα τα Ρωμαιορωσσικα. Греки и Русь. (Оглавление приготовленного к печати полного собрания данных для суждения о характере русско-византийских отношений до 1453 г.). X. М. Лопарёва. СПб., 1898;
  - 2) Описание рукописей Кирилло-Белоозерского монастыря, составленное в конце XV в. Сообщение Н. Никольского. Издание Общества Любителей Письменности. № CXIII. СПб., 1897;
  - 3) Путешествие Антиохийского патриарха Макария в Россию в половине XVII века, описанное его сыном архидиаконом Павлом Алеппским. Перевод с арабского Г. Муркоса. Выпуски 1—4. Чтения в Императорском Обществе Истории и Древностей Российских, 1897—1898 гг.;
  - 4) А. Кадлубовский, Очерки по истории древнерусской литературы житий святых. I—III. Русский Филологический Вестник, 1897—1898 гг.;
  - 5) Из истории отречённых книг. I. Гадания по псалтири. II. Трепетники. Тексты и материал для объяснения собрал М. Сперанский. Памятники Древней Письменности, № CXXIX и CXXXI. СПб., 1899;
  - 6) П. Милюков, Очерки по истории русской культуры, часть 2-я. 2-е издание журнала «Мир Божий». СПб., 1899.
- Н. Малицкий, История Владимирской Духовной Семинарии. Выпуск 1-й. Москва, 1900. — Церковные Ведомости (Прибавления) 1900 г., № 34, 1373—1376. Подписано буквой: С.
- Труды Владимирской Учёной Архивной Комиссии. Книга I. Владимир, 1899. — Церковные Ведомости (Прибавления) 1900 г., № 36, 1459—1461. Подписано буквой: С.
- Голубинский. История Русской Церкви. Том II, половина I. Издание Императорского Общества Истории и Древностей Российских. Москва, 1900. — Богословский Вестник 1900 г., том II, июнь, 288—304.
- Ф. В. Благовидов. Обер-Прокуроры Святейшего Синода в XVIII и в первой половине XIX столетия. (Отношения обер-прокуроров к Святейшему Синоду.) Опыт церковно-исторического исследования. 2-е, переработанное издание. Казань, 1900. — Богословский Вестник 1900 г., том III, сентябрь, 146—165.
- Великие Минеи-Четии. Выпуск 8-й: ноябрь, дни 13—15. Издание Археографической Комиссии. СПб., 1899. — Церковные Ведомости (Прибавления) 1901 г., № 6, 224—226. Подписано буквой: С.
- Сергий, архиепископ Владимирский. Полный месяцеслов Востока. Том I. Восточная агиология. Том II. Святой Восток. Издание 2-е, исправленное и много дополненное. Владимир, 1901. — Церковные Ведомости (Прибавления) 1901 г., № 25, 895—900. Подписано буквой: С.
- Труды Владимирской Учёной Архивной Комиссии. Книга II. Владимир, 1900. — Церковные Ведомости (Прибавления) 1901 г., № 25, 900—902. Подписано буквами: С. С.
- Обзор русских журналов. Статьи по истории Русской Церкви. 1) М. В. Рубцов, К вопросу о хождении Трифона Коробейникова в святую землю в 1582 г. Журнал Министерства Народного Просвещения 1901 г., апрель; 2) Н. К. Никольский, Исторические особенности в постановке церковно-учительного дела в Московской Руси и их значение для современной гомилетики. Христианское Чтение 1901 г., февраль; 3) Г. М—в, Государственное значение всероссийских патриархов. Вера и Разум 1901 г., февраль и апрель; 4) Воспоминания протоиерея И. И. Базарова. Русская Старина 1901 г., февраль—май; 5) А. Папков, Церковно-общественные вопросы в эпоху Александра II (1855—1870). Русский Вестник 1901 г., январь—март; 6) Перечень других статей. Богословский Вестник 1901 г., том II, июнь, 374—400.
- И. М. Ивакин. Князь Владимир Мономах и его поучение. Часть I. Поучение детям, Письмо к Олегу и отрывки. Москва, 1901. — Богословский Вестник 1901 г., том III, октябрь, 393—396.
- Обзор журналов. Статьи по истории Русской Церкви. — Богословский Вестник 1902 г., том I, февраль, 384—410:
  - 1) Очень сомнительный юбилей. (Г. Ольховский, Важный момент в истории Холмской Руси. К вопросу о 900-летии Холмской епархии. Странник 1901 г., № 8);
  - 2) Патриарх Гермоген по новым данным. (П. Васенко, Новые данные для характеристики патриарха Гермогена. Журнал Министерства Народного Просвещения 1901 г., № 7);
  - 3) О древнерусских братствах. (С. Кедров, Древнерусские братства. Русский Архив 1901 г., № 7);
  - 4) Киевская академия 200 лет тому назад: внешнее состояние, внутренний строй — выборное начало в корпорации, студенческие конгрегации (Профессор С. Голубев, Киевская Академия в конце XVII и начале XVIII столетий. Труды Киевской Духовной Академии 1901 г., № 11);
  - 5) Последняя борьба православного духовенства с унией в 1609—1611 г. (Профессор П. Н. Жукович, Последняя борьба духовенства митрополичьей епархии с Потеем и унией. Христианское Чтение 1901 г., август—сентябрь);
  - 6) О духовной цензуре в России (Христианское Чтение 1901 г., май—сентябрь);
  - 7) Митрополит Филарет у себя дома. (Из воспоминаний преосвященного Леонида Краснопевкова о Московском митрополите Филарете. Русский Архив 1901 г., № 8);
  - 8) Из воспоминаний протоиерея И. И. Базарова: священник Гумилевский, из истории духовной школы и духовенства минувшего столетия, из истории духовной журналистики (Русская Старина 1901 г.);
  - 9) Освободительная эпоха и попытки реформ в духовном ведомстве; Особое Присутствие; нужды духовенства и церкви, выясненные печатью; учреждение приходских попечительств; сокращение приходов (А. А. Папков, Церковно-общественные вопросы в эпоху Александра II (1855—1870). Русский Вестник 1901 г.);
  - 10) Перечень других статей.
- В. Малинин. Старец Елеазарова монастыря Филофей и его послания. Историко-литературное исследование. Киев, 1901. — Богословский Вестник 1902 г., том II, июль—август, 616—640.
- Сборники писем И. Т. Посошкова к митрополиту Стефану Яворскому. Сообщил В. И. Срезневский. СПб., 1900. — Богословский Вестник 1902 г., том II, июль—август, 640—650.
- Творения иже во святых отца нашего Афанасия Великого, Архиепископа Александрийского. Издание 2-е, исправленное и дополненное (под редакцией Профессора А. П. Шостьина). Части 1—4. Свято-Троицкая Сергиева Лавра, 1902—1903. — Церковные Ведомости (Прибавления) 1904 г., № 6, 216—218.
- Профессор А. П. Голубцов, Соборные чиновники и особенности службы по ним. 1-я половина исследования. Москва, 1907. Отзыв при представлении его на Макарьевскую премию в Академии. Извлечение из Журналов собраний Совета Московской Духовной Академии за 1908 год. Сергиев Посад, 1909, стр. 10—11.
- Отзыв о сочинении Г. Н. Шмелёва, Из истории Московского Успенского собора. Москва, 1908. Отчёт о первом присуждении премии А. П. Бахрушина Императорским Обществом Истории и Древностей Российских при Московском Университете. Чтения в Императорском Обществе Истории и Древностей Российских 1910 г., книга 3-я (234-я), стр. 18—32.
  - То же. Отдельный оттиск. Издание Императорского Общества Истории и Древностей Российских при Московском Университете. Москва, 1910. Стр. 17.
- Н. И. Серебрянский, Очерки по истории монастырской жизни в Псковской земле. С критико-библиографическим обзором литературы и источников по истории Псковского монашества. Издание Императорского Общества Истории и Древностей Российских при Московском Университете. Москва, 1908. Отзыв при представлении его на Макарьевскую премию в Академии. Журналы собраний Совета Московской Духовной Академии за 1910 год. Сергиев Посад, 1911, стр. 23—24.
- Исследование В. О. Ключевского: «Древнерусские жития святых как исторический источник». Чтения в Императорском Обществе Истории и Древностей Российских 1914 г., книга 1-я (248-я), стр. 53—71 (2-го счёта). Москва, 1914 (1913).
  - То же. Отдельный оттиск. Издание Императорского Общества Истории и Древностей Российских при Московском Университете. Москва, 1913. Стр. 21, с таблицей портретов. На стр. 15—21 напечатана статья Е. В. Барсова, Диспут г. Ключевского, из Современных Известий 1872 г., № 27.
- Профессор М. М. Богословский, Земское самоуправление на русском севере в XVII в., том II. Москва, 1912. Отзыв при представлении его на Макариевскую премию в Академии. Журналы собраний Совета Императорской Московской Духовной Академии за 1913 год. Сергиев Посад, 1914, стр. 27—28.

### Отзывы о сочинениях на учёные степени
- Отзыв о представленных на степень доктора богословия работах Профессора А. П. Голубцова. Извлечение из Журналов собраний Совета Московской Духовной Академии за 1907 год. Сергиев Посад, 1908, стр. 73—88:
  - а) Соборные чиновники и особенности службы по ним. Москва, 1907;
  - б) Чиновник Новгородского Софийского собора. Москва, 1899;
  - в) Чиновник Холмогорского Преображенского собора. Москва, 1903;
  - г) Чиновник Нижегородского Преображенского собора. Москва, 1905.
- Отзыв о представленном на степень магистра богословия сочинении М. П. Азбукина, Очерк литературной борьбы представителей христианства с остатками язычества в русском народе (XI—XIV в.) Варшава, 1898. Журналы заседаний Совета Московской Духовной Академии за 1901 год. Свято-Троицкая Сергиева Лавра, 1902, стр. 207—209.
- Отзыв о представленном на степень магистра богословия сочинении Н. И. Серебрянского, Очерки по истории монастырской жизни в Псковской земле. С критико-библиографическим обзором литературы и источников по истории Псковского монашества. Издание Императорского Общества Истории и Древностей Российских при Московском Университете. Москва, 1908. Журналы собраний Совета Московской Духовной Академии за 1909 год. Сергиев Посад, 1910, стр. 34—40.
- Отзыв о представленном на степень магистра богословия сочинении Н. Л. Туницкого, Святой Климент, Епископ Словенский. Его жизнь и просветительная деятельность. Сергиев Посад, 1913. Журналы собраний Совета Императорской Московской Духовной Академии за 1913 год. Сергиев Посад, 1914, стр. 129—135.
- Отзывы о сочинениях на степень кандидата богословия студентов 52-го курса Московской Духовной Академии в «Журналах Совета Московской Духовной Академии» за 1897 год. Сергиев Посад, 1898:
  - а) Диакона Иоанна Бережкова, Быт и нравы древнерусского общества по поучениям древнерусских проповедников (XI—XVI в.). Стр. 105—106.
  - б) Сергея Горского, Значение монашества для русской церкви и общества в Киевский период. Стр. 121—123.
  - в) Ивана Минкевича, Значение монашества для русской церкви и общества в Киевский период. Стр. 147—148.
  - г) Сергея Некрасова, Церковная благотворительность в древней Руси. Стр. 149—151.
  - д) Андрея Розанова, История церковной жизни в Ростовском крае в Киевский период. Стр. 171—172.
  - е) Ивана Троицкого, Быт и нравы древнерусского общества по поучениям древнерусских проповедников (XI—XVI вв.) Стр. 180—181.
- Отзывы о сочинениях на степень кандидата богословия студентов 53-го курса Московской Духовной Академии в «Журналах заседаний Совета Московской Духовной Академии» за 1898 год. Свято-Троицкая Сергиева Лавра, 1899:
  - а) Александра Луговского, Сношения древнерусских иноков с православным востоком. Стр. 105—106.
  - б) Александра Пискарёва, Значение Великого Новгорода в истории распространения христианства на русском севере. Стр. 114—115.
  - в) Михаила Стеблева, Взгляд древнерусских людей на протестантов. Стр. 143—144.
  - г) Венедикта Туркевича, История утверждения христианства в южнорусской степи. Стр. 145—147.
- Отзывы о сочинениях на степень кандидата богословия студентов 54-го курса Московской Духовной Академии в «Журналах заседаний Совета Московской Духовной Академии» за 1899 год. Свято-Троицкая Сергиева Лавра, 1900:
  - а) Николая Волнина, Старец Артемий, бывший игумен Троицкий. Стр. 142—143.
  - б) Фёдора Кохановича, Борьба древнерусской церкви с волшебством. Стр. 151—152.
  - в) Никанора Крестианполя, Древнерусские поучения, обращённые к пастырям церкви. Стр. 152—153.
  - г) Владимира Славского, Святый Алексий, митрополит Всероссийский. Стр. 195—196.
- Отзывы о сочинениях на степень кандидата богословия студентов 55-го курса Московской Духовной Академии в «Журналах собраний Совета Московской Духовной Академии» за 1900 год. Свято-Троицкая Сергиева Лавра, 1901:
  - а) Александра Платонова, Паломничество в древней Руси. Стр. 94—97
  - б) Сергея Смирнова, Влияние церкви на семейный быт древней Руси. Стр. 116—117.
  - в) Владимира Шипулина, Святой Владимир. Стр. 132—133.
  - г) Григория Шаповаленко, История древнерусского прихода. Стр. 275—276.
- Отзывы о сочинениях на степень кандидата богословия студентов Московской Духовной Академии в «Журналах заседаний Совета Московской Духовной Академии» за 1901 год. Свято-Троицкая Сергиева Лавра, 1902:
  - а) Студента 56-го курса Фёдора Лавровского, Апокрифический элемент в произведениях древнерусских паломников. Стр. 122—123.
  - б) Студента 56-го курса Василия Покровского, О погребальных обрядах в древней Руси по письменным известиям. Стр. 140.
  - в) Студента 56-го курса Петра Постникова, Александр Васильевич Горский как историк русской церкви. Стр. 146—148.
  - г) Действительного студента 56-го курса Ивана Жданова, Илия-Иоанн, архиепископ Новгородский. Стр. 209—210.
- Отзывы о сочинениях на степень кандидата богословия студентов 57-го курса Московской Духовной Академии в «Журналах заседаний Совета Московской Духовной Академии» за 1902 год. Свято-Троицкая Сергиева Лавра, 1904:
  - а) Сергея Лебедева, Взаимное отношение великокняжеской и митрополичьей власти на Руси от нашествия монголов до учреждения патриаршества. Стр. 239—240.
  - б) Николая Пограницкого-Сергиева, Крестцовое духовенство. Стр. 270—271.
  - в) Александра Померанцева, Церковная жизнь в России в первой четверти XVIII столетия по сочинениям Посошкова. Стр. 272—274.
  - г) Сергея Сахарова, Вопрошание Кирика. Стр. 370—371.
- Отзывы о сочинениях на степень кандидата богословия студентов 58-го курса Московской Духовной Академии в «Журналах собраний Совета Московской Духовной Академии» за 1903 год. Свято-Троицкая Сергиева Лавра, 1904:
  - а) Анатолия Малевича, История Базилианского ордена в западно-русской церкви. Стр. 175—179.
  - б) Аркадия Студенского, Церковные люди в древней Руси. Стр. 210—211.
  - в) Павла Чулкова, Гавриил Бужинский. Стр. 227—229.
- Отзывы о сочинениях на степень кандидата богословия студентов 60-го курса Московской Духовной Академии в «Журналах собраний Совета Московской Духовной Академии» за 1905 год. Сергиев Посад, 1906:
  - а) Антона Бориса, Древнерусский епископ в отношении к приходскому духовенству. Стр. 163—165.
  - б) Владимира Никитского, Благотворительная деятельность Троицкой Лавры в прежнее время. Стр. 193—194.
  - в) Константина Успенского, Быт и жизнь русского духовенства XVII века по сочинениям первых расколоучителей. Стр. 229—230.
- Отзывы о сочинениях на степень кандидата богословия студентов 61-го курса Московской Духовной Академии в «Извлечении из Журналов собраний Совета Московской Духовной Академии» за 1906 год. Сергиев Посад, 1907:
  - а) Василия Парнасского, Судьба соборности в древней русской церкви. Стр. 161—162.
  - б) Владимира Андреева, Монастырская колонизация на севере в древней Руси. Стр. 244—245.
- Отзывы о сочинениях на степень кандидата богословия студентов 62-го курса Московской Духовной Академии в «Извлечении из Журналов собраний Совета Московской Духовной Академии» за 1907 год. Сергиев Посад, 1908:
  - а) Евстафия Вишневецкого, Отношение русской церкви к государству в синодальный период. Стр. 148.
  - б) Харитона Иванова, Монастыри как место заключения. Стр. 159—160.
  - в) Ивана Пятикрестовского, Фотий Спасский, архимандрит Юрьевский, и его время. Стр. 172—173.
  - г) Михаила Харитонова, Отношение Русской Церкви к освободительному движению в прошлом и настоящем. Стр. 288.
- Отзывы о сочинениях на степень кандидата богословия студентов 63-го курса Московской Духовной Академии в «Извлечении из Журналов собраний Совета Московской Духовной Академии» за 1908 год. Сергиев Посад, 1909:
  - а) Михаила Волосевича, Пётр I и монашество. Стр. 82—83.
  - б) Петра Троицкого, Киприан, митрополит Новгородский. Стр. 126—127.
  - в) Александра Успенского, Иларион, митрополит Киевский. Стр. 127—129.
- Отзывы о сочинениях на степень кандидата богословия студентов 61-го курса Московской Духовной Академии в «Журналах собраний Совета Московской Духовной Академии» за 1909 год. Сергиев Посад, 1910:
  - а) Петра Ярославского, Почитание Святителя Николая в древней Руси. Стр. 181—185.
  - б) Николая Назарьева, Духовники русских князей, великих и удельных, и Московских царей. Стр. 255—257.
  - в) Николая Околовича, Жития святых, помещённые в Степенной Книге. Стр. 412—413.
- Отзывы о сочинениях на степень кандидата богословия студентов 65-го курса Московской Духовной Академии в «Журналах собраний Совета Московской Духовной Академии» за 1910 год. Сергиев Посад, 1911:
  - а) Василия Александровского, Раскольничьи жития святых XVII—XVIII веков как литературный и исторический памятник. Стр. 81—83 (1-й отзыв).
  - б) Алексея Доброхотова, Погребальные обычаи и представления о загробном мире в древней Руси. Стр. 130—131 (1-й отзыв).
  - в) Платона Казанского, Керженские ответы. Их происхождение, содержание и общая оценка с точки зрения православной противораскольнической полемики. Стр. 141 (2-й отзыв).
  - г) Виктора Преображенского, Московские митрополиты времени Грозного после митрополита Макария. Стр. 188—189 (1-й отзыв).
  - д) Николая Щукина, Рукописная библиотека Иосифо-Волоколамского монастыря и её история. Стр. 254—257 (1-й отзыв).
- 117—123. Отзывы о сочинениях на степень кандидата богословия студентов Московской Духовной Академии в «Журналах собраний Совета Московской Духовной Академии» за 1911 год. Сергиев Посад, 1912:
  - а) Действительного студента 66-го курса Василия Теплова, Древнерусская женщина и отношение к ней церкви. Стр. 161—162 (1-й отзыв).
  - б) Студента 66-го курса Александра Венустова, Старчество в древних русских монастырях. Стр. 182—183 (1-й отзыв).
  - в) Студента 66-го курса Андрея Гиляревского, Русская церковь XVI столетия в изображении барона Герберштейна. Стр. 191—192 (1-й отзыв).
  - г) Студента 66-го курса Сергея Житникова, Южно-славянские покаянные номоканоны. Стр. 211—213 (1-й отзыв).
  - д) Студента 66-го курса Священника Тихона Лаврова, Обозрение законодательства и административных мероприятий Святейшего Синода в царствование Государей Александра II и Александра III. Стр. 248 (2-й отзыв).
  - е) Студента 66-го курса Ивана Павловского, Соборное духовенство в древней Руси. Стр. 303—304 (1-й отзыв).
  - ж) Действительного студента 59-го курса Николая Кебрина, Древнерусские иноческие уставы. Стр. 513—515.
- Отзывы о сочинениях на степень кандидата богословия студентов 67-го курса Московской Духовной Академии в «Журналах собраний Совета Московской Духовной Академии» за 1912 год. Сергиев Посад, 1913:
  - а) Священника Михаила Ефремова, Русская религиозная жизнь в половине XVII в. по сочинению архидиакона Павла Алеппского. Стр. 250 (2-й отзыв).
  - б) Николая Ильинского, Василий Осипович Ключевский как историк русской церкви. Стр. 263—264 (1-й отзыв).
  - в) Иосифа Мацкевича, Русская церковь в изображении Флетчера. Стр. 306—307 (1-й отзыв).
  - г) Ивана Чернышёва, Гражданско-правовое положение раскола в царствование Александра II. Стр. 444 (2-й отзыв).
- Отзывы о сочинениях на степень кандидата богословия студентов 68-го курса Московской Духовной Академии в «Журналах собраний Совета Императорской Московской Духовной Академии» за 1913 год. Сергиев Посад, 1914:
  - а) Василия Зедгенизева. История распространения христианства на Руси с нашествия монголов до конца XVI в. Стр. 251—252 (1-й отзыв).
  - б) Николая Никольского, Русская церковь в Смутное время. Стр. 322—324 (1-й отзыв).
  - в) Александра Романова. Раскол старообрядчества в Поморье в XVII—XVIII веках. Стр. 357—358 (2-й отзыв).
- Отзывы о сочинениях на степень кандидата богословия студентов 69-го курса Московской Духовной Академии в «Журналах собраний Совета Императорской Московской Духовной Академии» за 1914 год. Сергиев Посад, 1916:
  - а) Тихона Беляева, Старообрядчество в последнее тридцатилетие (1883—1913 гг.). Стр. 247—248 (2-й отзыв).
  - б) Георгия Доброва. Н. И. Костомаров как историк русской церкви. Стр. 298—299 (1-й отзыв).
  - в) Николая Лебедева, Волоколамский Патерик. Стр. 344—346 (1-й отзыв). г) Тихона Нечаева. Древнерусские жития юродивых. Стр. 366—367 (1-й отзыв).
- Отзыв о сочинении на степень кандидата богословия студента 70-го курса Московской Духовной Академии в «Журналах собраний Совета Императорской Московской Духовной Академии» за 1915 год. Сергиев Посад, 1917:
  - а) Николая Драчёва, Четьи-Минеи до-Макарьевского состава. Стр. 230—237 (2-й отзыв). В «Годичных Отчётах Московской Духовной Академии» за 1897—1915 годы напечатаны программы курса Русской Церковной Истории, читанного покойным в Академии за эти годы; в «Журналах Совета Московской Духовной Академии» за те же годы, в донесениях экзаменационных комиссий по приёму новых студентов в академию, его донесения об экзаменах по Русской Церковной Истории.

### Остались ненапечатанными
Остались ненапечатанными следующие работы Профессора С. И. Смирнова:
- 1) Рабство в древней Руси и отношение к нему Церкви — сочинение на степень кандидата богословия. Отзыв о нём Профессора В. О. Ключевского в «Журналах Совета Московской Духовной Академии» за 1895 год. Сергиев Посад, 1897. Стр. 160—162.
- 2) О посланиях Артемия, игумена Троицкого — читанная, по назначению Совета Московской Духовной Академии, пробная лекция по кафедре русской церковной истории (см. «Журналы Совета Московской Духовной Академии» за 1896 год. Сергиев Посад, 1897, стр. 92).
- 3) Жития святых, на русском языке изложенные по руководству Четьих-Миней Святого Димитрия Ростовского, с объяснительными примечаниями и изображениями святых (Минеи Четьи на русском языке). Книги дополнительные вторая и третья (Жития русских святых. Месяцы январь—август). Издание Московской Синодальной Типографии. Покойным подготовлено много житий для этих книг и проредактировано для печати.
- 4) Отзыв о книге Протоиерея И. И. Кузнецова, Святые блаженные Василий и Иоанн Христа ради юродивые, Московские чудотворцы. Москва, 1910, представленной в Императорскую Академию Наук на соискание премии графа Уварова; книга не удостоена премии, и отзыв о ней не напечатан; составитель отзыва получил золотую медаль (смотри Отчёт о 53-м присуждении наград графа Уварова. Записки Императорской Академии Наук, VIII-е serie. По историко-филологическому отделению. Том XI. № 5. СПб., 1912, стр. 9).
- 5) Отзыв о сочинении на степень доктора церковной истории Н. И. Серебрянского, Древнерусские княжеские жития. Обзор редакций и тексты. Москва, 1915, и Отзывы о сочинениях на степень кандидата богословия 71-го курса Московской Духовной Академии — имеют появиться в «Журналах собраний Совета Московской Духовной Академии» за 1916 год.

С. И. Смирнов взял на себя обработку для научного издания книги Руфь для Комиссии по научному изданию Славянской Библии (смотри Известия Библейской Комиссии 1916 г., № 1, Петроград, 1916, стр. 3), но смерть помешала осуществить это предприятие, С 25 января 1911 года С. И—ч состоял действительным членом Общества Истории Литературы в Москве и 17 октября 1912 года в заседании Общества читал доклад: Послание Иакова Черноризца к Божию слузе (великому князю) Димитрию (о докладе и прениях по поводу его смотри Протоколы заседаний Общества в книге: Беседы. Сборник Общества Истории Литературы в Москве. I. Москва, 1915, стр. 35—37; доклад вошёл в состав его издания: Материалы для истории древнерусской покаянной дисциплины. (Тексты и заметки.) Москва, 1912, стр. 431—446, сравни 189—194.